# Ellesmere
Ellesmere (en anglès Ellesmere Island, en inuktitut Ausuittuq Qikiqtalua) és la més septentrional de les illes Àrtiques del Canadà i la més muntanyenca de totes elles, pertanyent al territori de Nunavut i, dins d'aquest, a la regió de Qikiqtaaluk. Amb 196.235 km², és l'illa més gran de l'arxipèlag de la Reina Elisabet, la tercera més gran del Canadà després de les illes de Baffin i Victòria i la desena més gran del món.
La serralada Àrtica recorre quasi tota l'illa, per la qual cosa és la més muntanyosa de totes les que formen part de l'Arxipèlag Àrtic Canadenc. Al mateix temps a l'illa hi conviuen grans espècies d'animals, com el llop àrtic, el bou mesquer, el caribú i l'os polar. La Salix arctica és l'única espècie llenyosa que hi creix.
En ella s'hi troba l'assentament humà situat més al nord del món, Alert, i el punt més septentrional, el cap Columbia, és el punt més septentrional de la Terra fora de Groenlàndia.

## Història

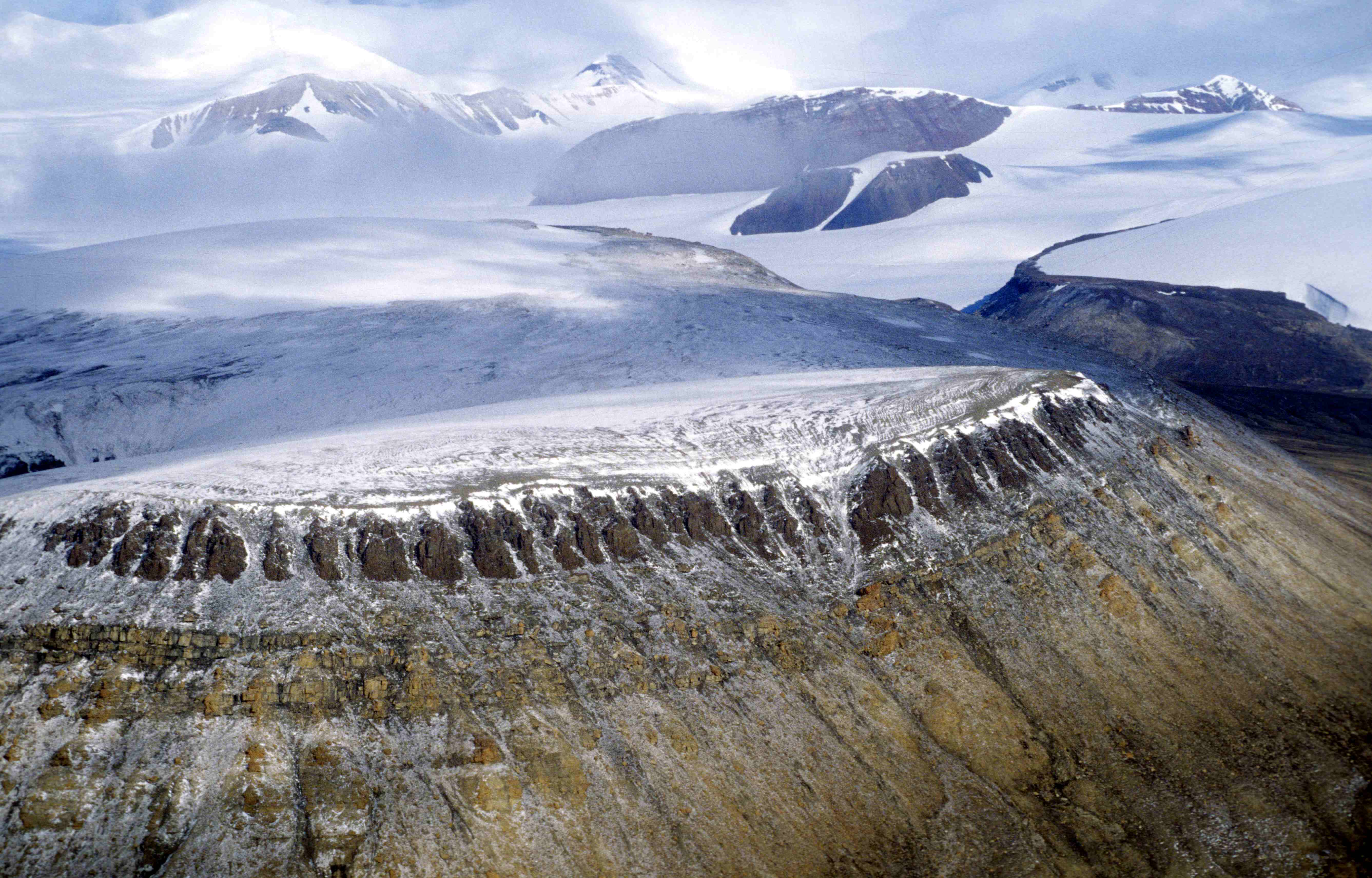
Serralada British Empire, al nord del fiord Tanquary i el llac Hazen, al Parc Nacional de Quttinirpaaq

Els primers habitants de l'illa d'Ellesmere eren petites bandes natives paleoesquimales que caçaven a la zona el caribú, el bou mesquer i alguns mamífers marins, des d'aproximadament 2000-1000 aC. Les seves restes pertanyen a la cultura Dorset.

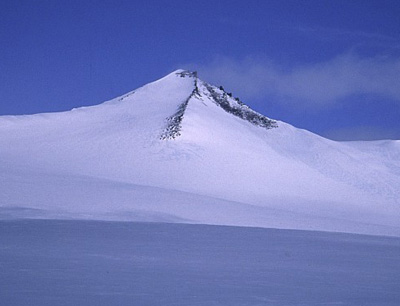
Pic Barbeau

Després, van arribar a l'illa nous caçadors i pioners neoesquimales -membres de les cultures Inuit, Thule tardana, Ruin Island i Post-Ruin Island - que s'establiren, tant a l'estiu com a l'hivern, àmpliament per la regió, fins que les circumstàncies ambientals, ecològiques i, possiblement, socials els van fer abandonar la zona. Ellesmere va ser l'última de les regions de l'alta Àrtida canadenc en quedar despoblada durant la Petita Edat de Gel, cosa que acredita el seu interès econòmic, com a part de l'àmbit general de la cultura de l'estret de Smith de la qual va ser de vegades una part i, a vegades, el component principal.

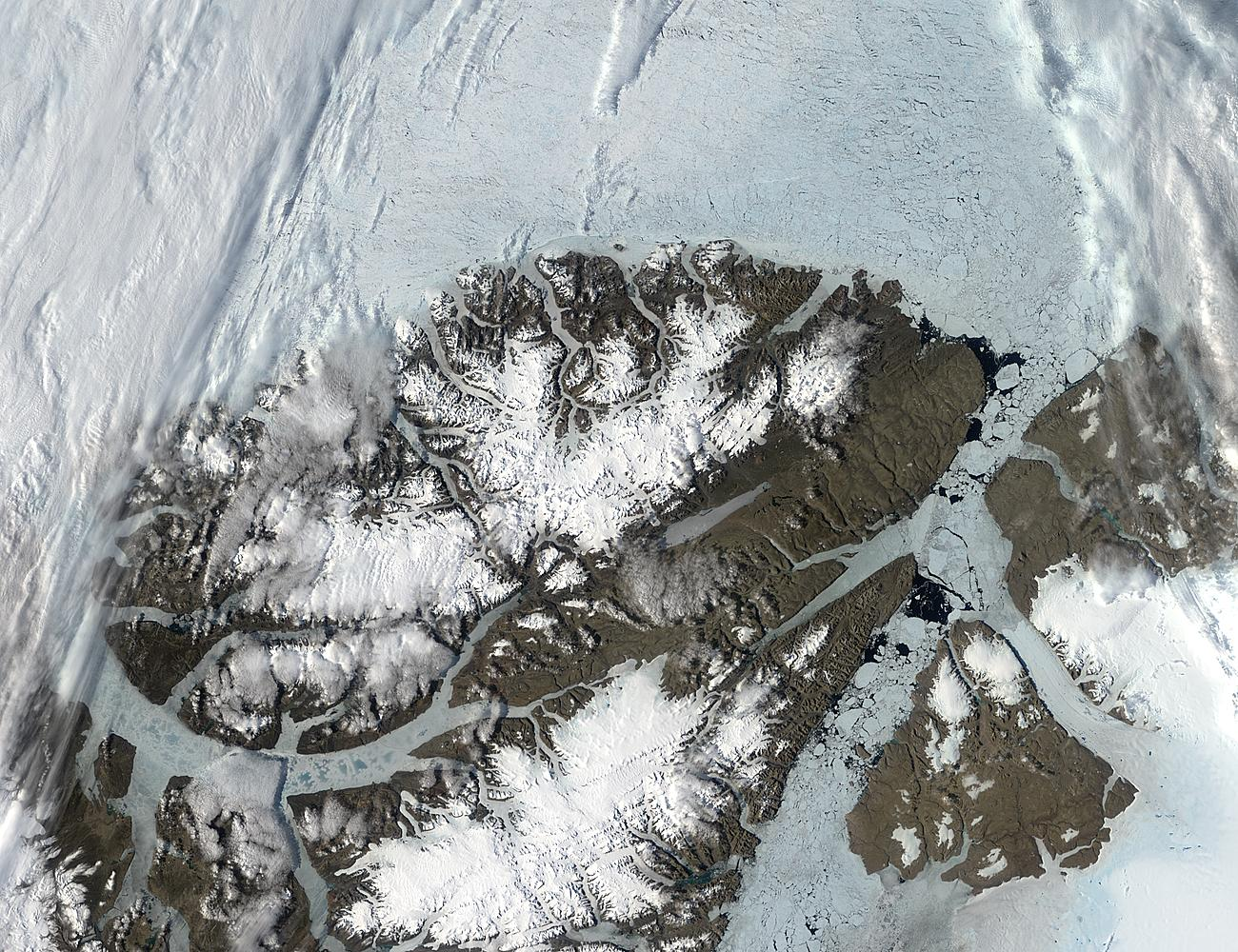
Imatge per satèl·lit del nord de l'illa d'Ellesmere, amb Groenlàndia a l'est.

Els vikings, probablement partint de les seves colònies a Groenlàndia, van arribar a l'illa d'Ellesmere, a l'illa Skraeling (a la península Bache) i l'illa Ruin (a Groenlàndia, a la riba oposada de península Bache, a l'altre costat de la conca Kane) durant les seves expedicions de caça i de comerç amb els grups inuit natius. Algunes restes d'estructures poc usuals de la península de Bache poden ser restes de cases comunals d'un període final de la cultura Dorset.
Els primers europeus a veure l'illa després de la Petita Edat de Gel fou l'expedició de William Baffin, el 1616. Amb tot, l'illa no fou explorada fins al segle xix. L'illa d'Ellesmere va rebre aquest nom el 1852 durant l'expedició d'Edward Augustus Inglefield en honor del polític anglès Francis Egerton, primer baró d'Ellesmere (1800-1857). L'expedició nord-americana dirigida per Adolphus Greely el 1881 va creuar l'illa d'est a oest.
La plataforma de gel d'Ellesmere va ser documentat per l'Expedició Britànica de l'Àrtida de 1875-1876, en què el tinent Pelham Aldrich, en una travessia de reconeixement, anà des del Cap Sheridan en direcció oest fins a punta Alert, en un recorregut de quasi 400 km en els que també explorà la plataforma de gel Ward Hunt. El 1906 Robert Peary va dirigir una expedició al nord de l'illa, des del Cap Sheridan fins a l'estret de Nansen. Durant aquesta expedició la plataforma de gel era contínua, abarcant, segons estudis actuals, 8.900 km².
La plataforma de gel es va trencar en el segle xx, presumiblement a causa del canvi climàtic.

## Geografia

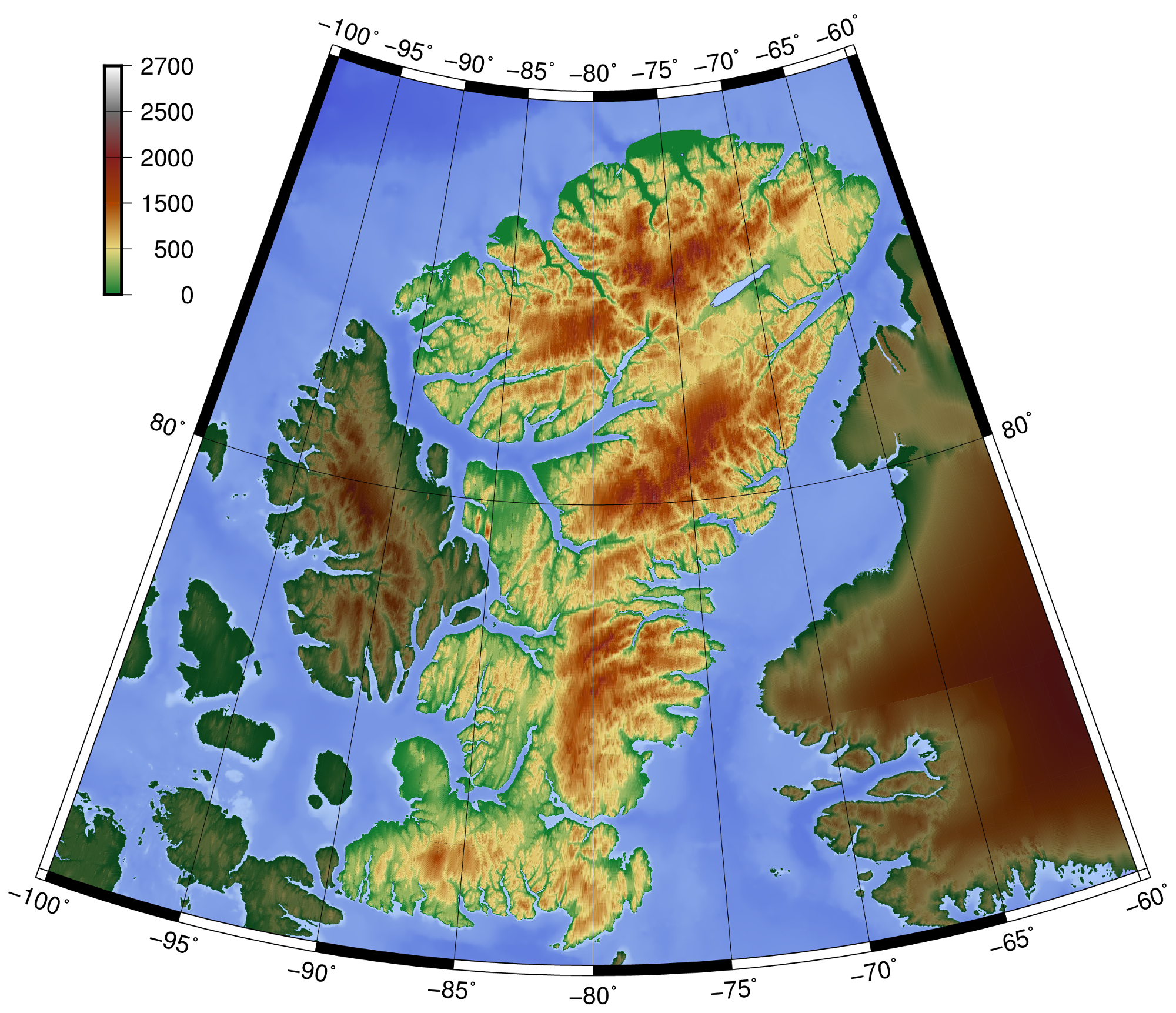
Topografia de l'illa d'Ellesmere

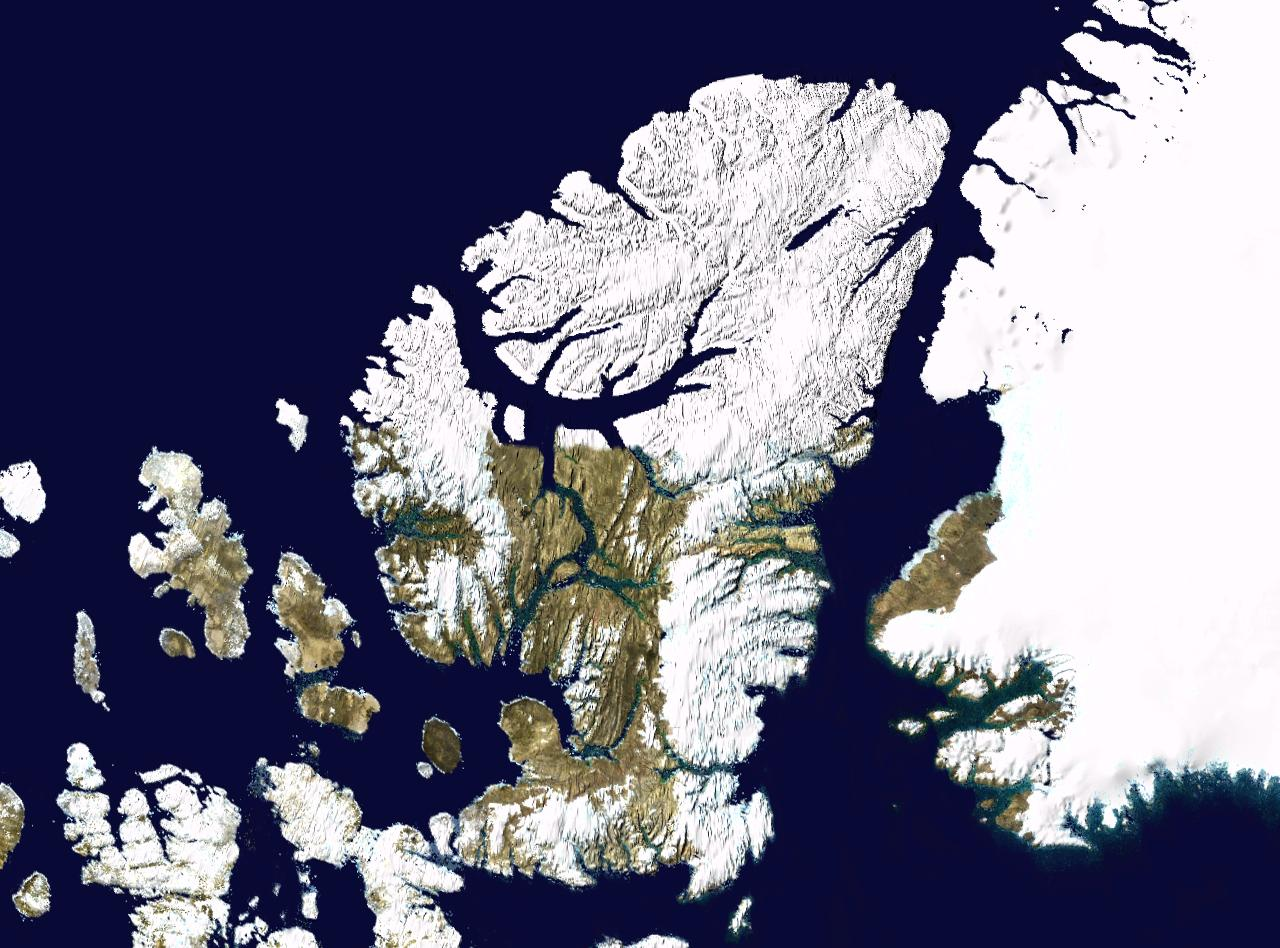
Muntatge d'imatges per satèl·lit que mostra l'illa d'Ellesmere i els seus veïns

L'illa Ellesmere està separada a l'est per l'estret de Nares de Groenlàndia, a l'oest per Eureka Sound i Nansen Sound de l'illa Axel Heiberg, i al sud per Jones Sound i Cardigan Strait de l'illa Devon. L'illa d'Ellesmere té una forma força irregular, amb una llargada, N-S, de més de 800 km, i una amplada màxima d'uns 415 km a la septentrional. L'illa està travessada per profunds entrants de mar que conformen diverses i enormes penínsules.
Està banyada al nord per l'oceà Glacial Àrtic i al sud-est les seves costes toquen a la badia de Baffin. A l'est, l'estret de Nares i els canals de Kennedy i Robeson la separen de Groenlàndia (a només 50 km), a l'oest els estrets de Nansen i Eureka la separen de l'illa d'Axel Heiberg i, al sud, l'estret de Jones la separa de l'illa de Devon. L'illa d'Ellesmere conté el punt més septentrional del Canadà, Cap Columbia, a 83°6′ 41″ N, i està separada de Terra del Nord a través del Pol Nord en menys de 2.000 km.
El seu punt culminant, el pic Barbeau, es troba a 2.616 m d'altitud, a la serralada British Empire, cosa que el fa la muntanya més alta de Nunavut. Més d'una cinquena part de l'illa es troba inclosa dins el Parc Nacional de Quttinirpaaq, que inclou set fiords i diverses glaceres.
El 40% de la superfície de l'illa està coberta per glaceres i són diverses les plataformes de gel que s'hi troben.

### Zones protegides
Més d'una cinquena part de l'illa està protegida com a Parc Nacional de Quttinirpaaq (anteriorment Reserva Nacional de l'Illa d'Ellesmere), que inclou set fiords i una varietat de glaceres, així com el llac Hazen, el llac més gran d'Amèrica del Nord al nord del Cercle polar àrtic. Barbeau Peak, la muntanya més alta de Nunavut (2.616 m) es troba en la Serralada de l'Imperi Britànic a l'illa d'Ellesmere. La serralada més septentrional del món, les muntanyes Challenger, es troba a la regió nord-est de l'illa. El lòbul nord de l'illa es diu Grant Land.
El salze àrtic és l'única espècie llenyosa que creix a l'illa d'Ellesmere.
El juliol de 2007, un estudi va assenyalar la desaparició de l'hàbitat dels ocells aquàtics, els invertebrats i les algues a l'illa d'Ellesmere. Segons John Smol de la Universitat de la Reina a Kingston, Ontario, i Marianne S. V. Douglas de la Universitat d'Alberta a Edmonton, les condicions d'escalfament i evaporació han causat baixos nivells d'aigua i canvis en la química d'estanys i aiguamolls en la zona. Els investigadors van assenyalar que "en els anys 80 sovint necessitaven fer servir botes d'aigua per a fer el camí als estanys... mentre que per al 2006 les mateixes àrees estaven prou seques com per a cremar".

### Clima
L'illa d'Ellesmere té un clima de tundra (Köppen ET) i un clima gelat (Köppen EF) amb una temperatura freda durant tot l'any.

### Glaceres, casquets de gel i feixes de gel

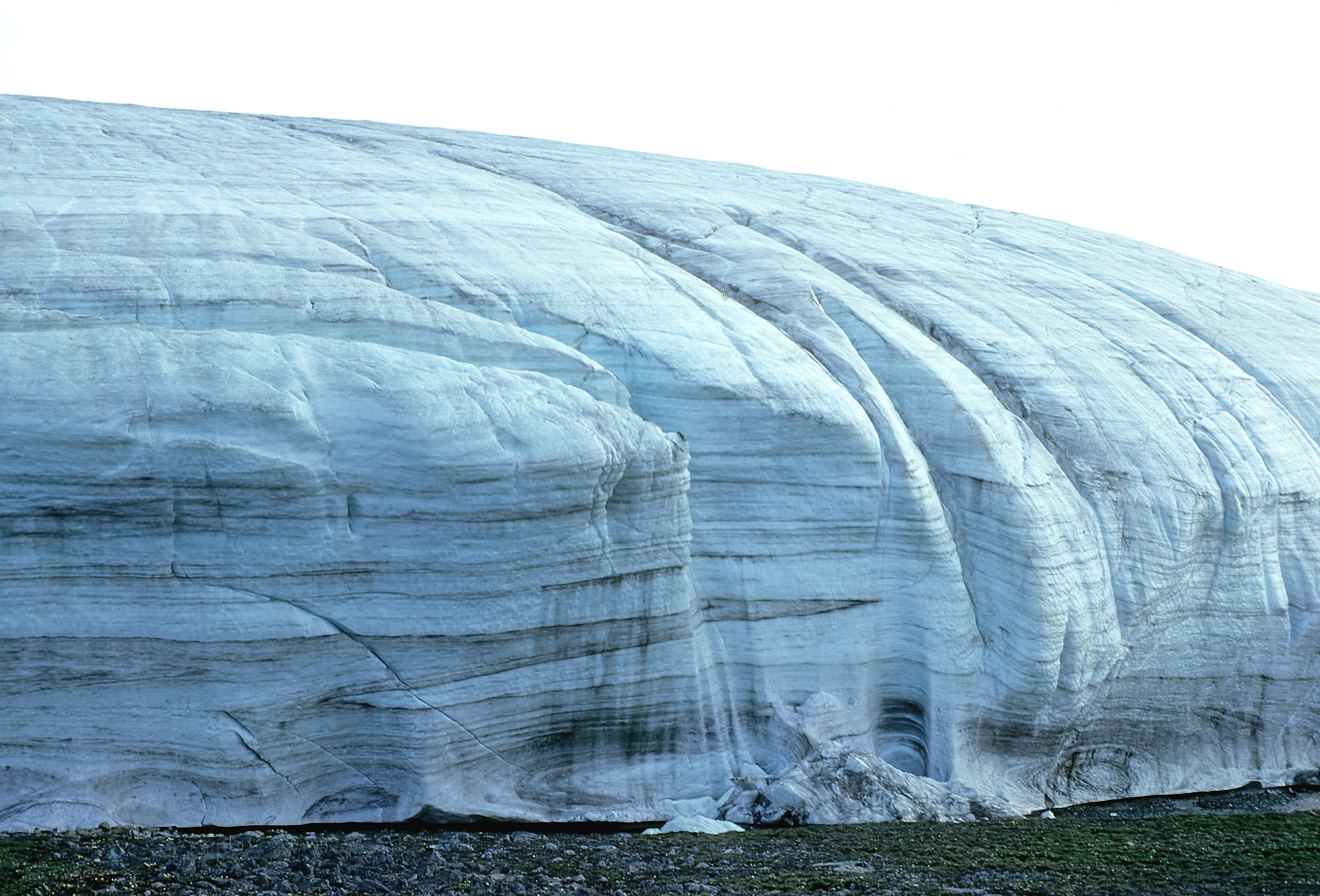
L'icefront penjant de la glacera Webber amb cascades. El front glacial té 6 km d'ample i fins a 40 m d'alt. Borup Fiord, Grant Land, Ellesmere Island, 20 de juliol de 1978

Grans porcions de l'illa d'Ellesmere estan cobertes de glaceres i gel, amb Mansn Icefield (6.200 km²) i Sydkap (1.400 km²) al sud; Príncep de Gal·les Icefield (20.700 km²) i Agassiz Ice cap (21.500 km²)seguint el costat central i oriental de l'illa. La costa nord-oest de l'illa d'Ellesmere estava coberta per una enorme plataforma de gel de 500 km fins al segle xx. La plataforma de gel d'Ellesmere es va reduir un 90% en el segle XX a causa de les tendències d'escalfament a l'Àrtida, particularment en les zones urbanes i rurals, un període en el qual es van formar les illes de gel més grans: icebergs T1 (520 km²) i T2 (780 km²), formant les plataformes separades Alfred Ernest, Ayles, Milne, Ward Hunt i Markham.

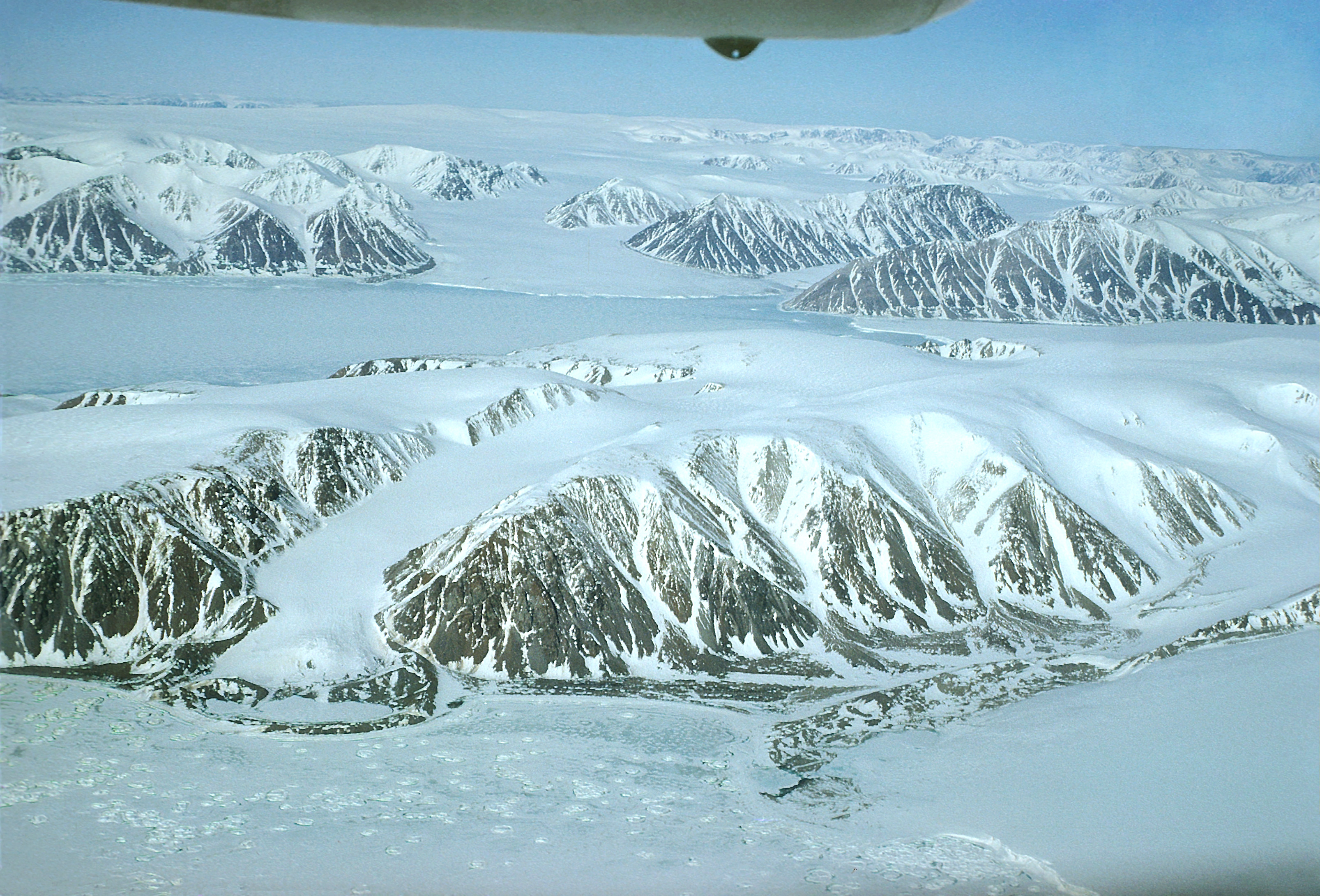
Glaceres del sud-est de l'illa d'Ellesmere. 6 de juny de 1975

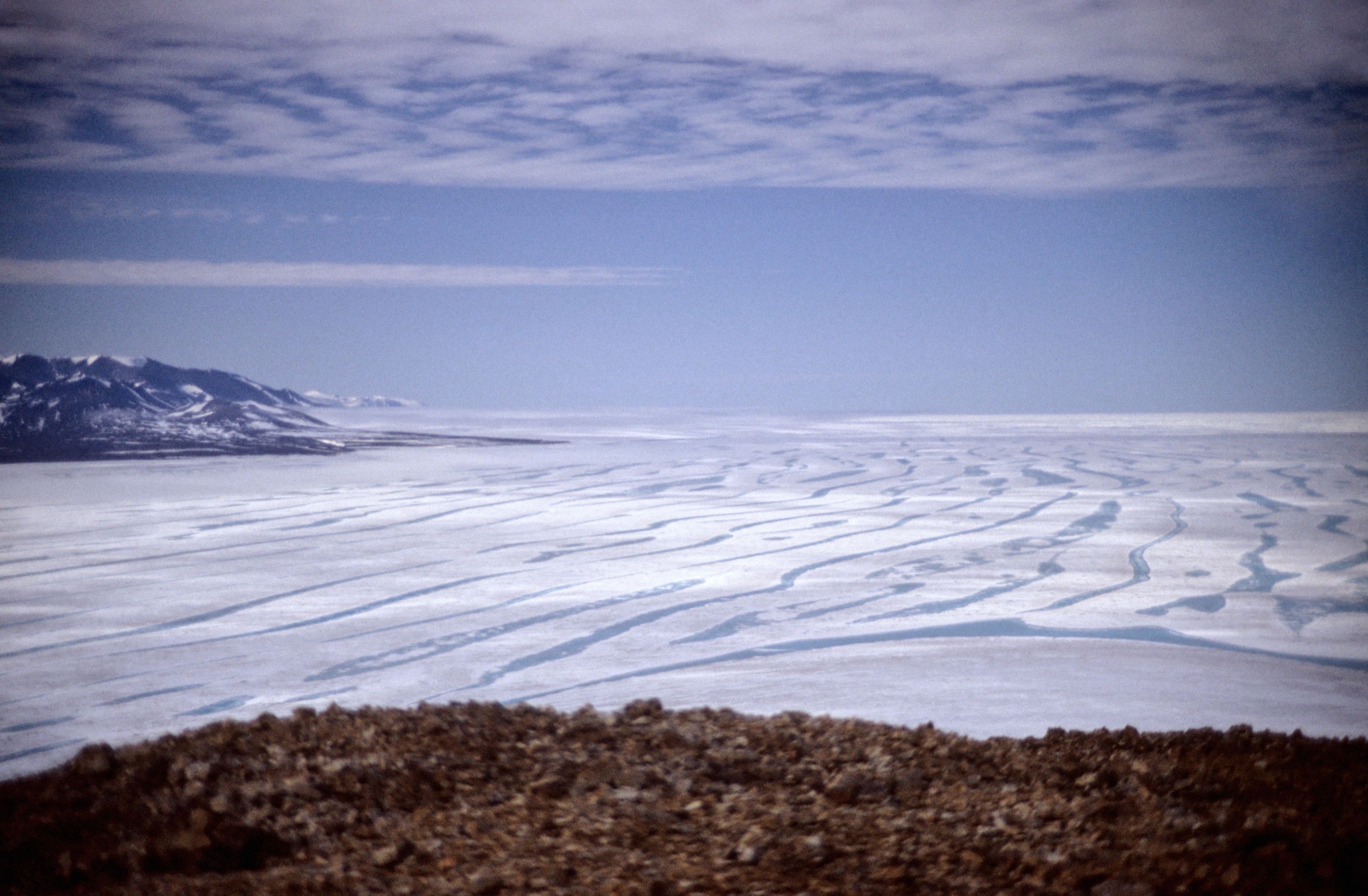
Ward Hunt Island (primer pla), plataforma Ward Hunt Hisse i Northern Ellesmere Island (esquerra), juliol de 1988

Una investigació de 1986 sobre la plataformes de gel va trobar que 48 km² o 3,3 km3 de gel es van desprendre de les plataformes de gel de Milne i Ayles entre 1959 i 1974. La plataforma de gel de Ward Hunt, la secció més gran restant de gel d'alta mar gruixut (>10 m) al llarg de la costa nord de l'illa d'Ellesmere, va perdre 600 km de gel en un despreniment massiu el 1961–1962. També va disminuir un 27% en gruix (13 m) entre 1967 i 1999.

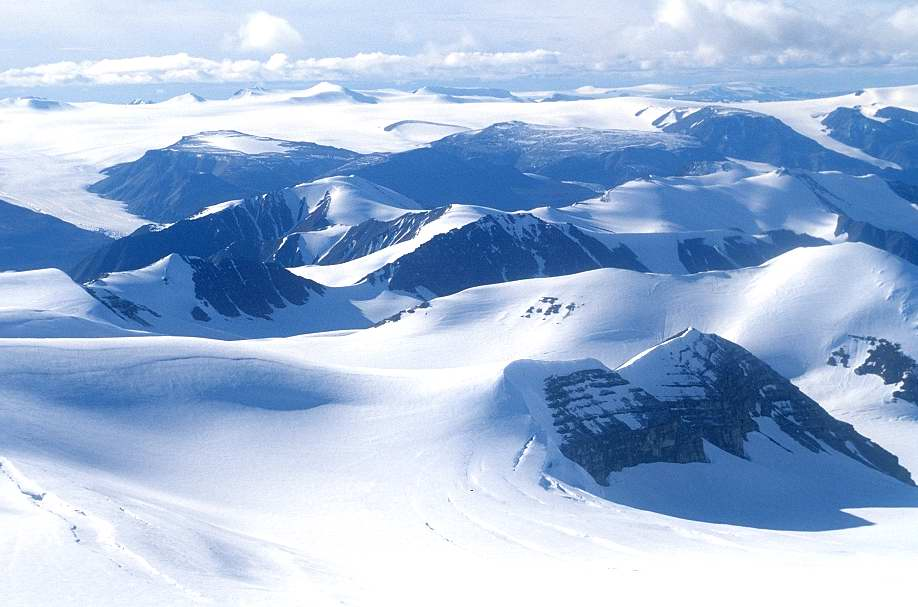
La Serralada Polar de l'Àrtida

La ruptura de les plataformes de gel d'Ellesmere ha continuat en el segle XXI: la plataforma de gel de Ward va experimentar una gran ruptura durant l'estiu de 2002; la plataforma de gel d'Ayles es va desprendre completament el 13 d'agost de 2005; la ruptura més gran de la plataforma de gel en 25 anys, pot representar una amenaça per a la indústria petroliera al mar de Beaufort. La peça fa 66 km2 (25 sq mi) km² (km²). L'abril de 2008 es va descobrir que la plataforma Ward Hunt estava fracturada, amb desenes de fissures profundes i polifacètiques i al setembre de 2008 la plataforma Markham (50 km²) es va trencar completament per a convertir-se en gel flotant de la mar.
Un estudi publicat el 2018 per White i Copland va mesurar una reducció del 5,9% en 1773 glaceres a l'illa d'Ellesmere Nord en el període de 16 anys 1999–2015 basat en dades de satel·lits. En el mateix període, 19 de 27 llengües de gel desintegrades a les seves línies de terra i plataformes de gel van patir una pèrdua del 42% en la superfície.

### Paleontologia

Els veïns del nord del Canadà mostren una projecció circunpolar de l'Àrtida

Schei i posteriorment Nathorst van descriure el P⁰aleocè-Eocè (fa uns 55 milions d'anys) com un bosc fòssil en els sediments de Stenkul Fiord. Stenkul Fiord presenta una sèrie de pantans deltaics i boscos de planes al·luvials. Els arbres tenien almenys 400 anys. Els monyons i tiges individuals de >1 m de diàmetre eren abundants, i s'identifiquen com Metasequoia i possiblement Glyptostrobus. S'han reportat turbes de Strathcona Fiordben conservades que contenen abundants vertebrats i macrofòssils vegetals característics d'un bosc boreal.
El 2006, el paleontòleg de la Universitat de Chicago Neil Shubin i el paleontòleg de l'Acadèmia de Ciències Naturals Ted Daeschler van reportar el descobriment del fòssil del paleozoic (fa 375 milions d'anys), un peix, anomenat Tiktaalik roseae, en els antics llits de corrent de l'illa d'Ellesmere. El fòssil exhibeix moltes característiques dels peixos, però també indica una criatura de transició que pot ser antecessora d'amfibis, rèptils, ocells i mamífers, inclosos els humans.
El 2011, Jason P. Downs i coautors van descriure el sarcopterigis Laccognathus embryi de mostres recollides de la mateixa localitat que es va trobar el tiktaalik.

### Ecologia d'insectes
L'illa d'Ellesmere s'observa com l'ocurrència més septentrional d'insectes eusociales; específicament, el borinot Bombus polaris.
Hi ha una segona espècie de borinot que es dona allá, Bombus hyperboreus, que és un paràsit en els nius de B. polaris.
Encara que no és eusocial, l'arna d'os (Gynaephora groenlandica) de l'Àrtida també es pot trobar a l'illa d'Ellesmere. Encara que aquesta espècie generalment té un cicle de vida de 10 anys, se sap que la seva vida s'estén fins a 14 anys tant en la plana d'Alexandra Fiord com a l'illa d'Ellesmere.

### Magnetisme de la Terra
El 2015, el pol nord geomagnètic de la Terra es va localitzar a aproximadament 80,37°N 72,62°W, a l'illa d'Ellesmere. Es preveu que romangui a l'illa d'Ellesmere el 2020, desplaçant-se a 80,65°N 72,68°W.

## Població

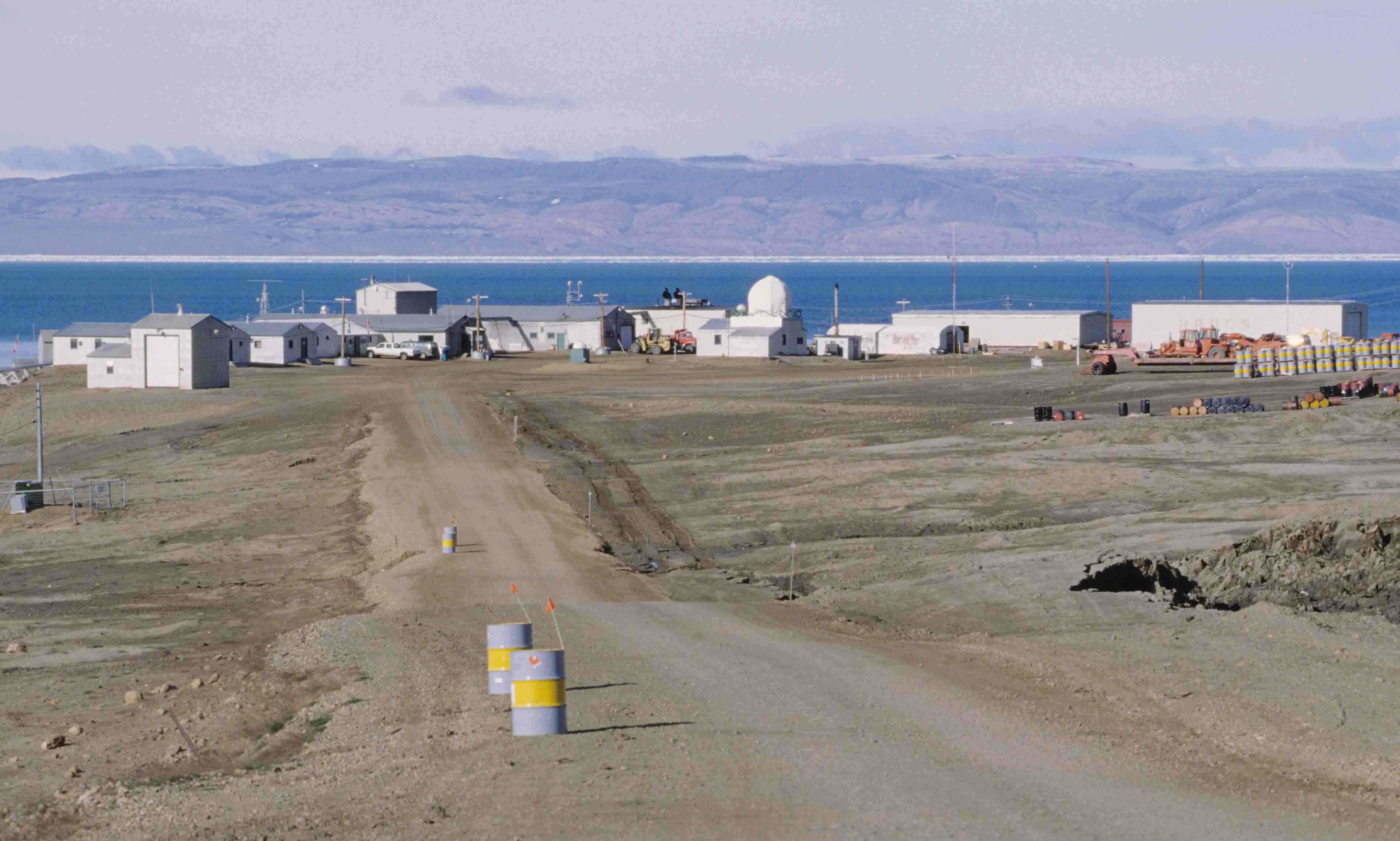
Estació meteorològica d'Eureka

L'any 2001, la població total de l'illa era de 168 persones, entre personal científic i militar, repartides en tres nuclis: 
- Alert, a l'extrem nord-oriental, prop del cap Sheridan. Amb cinc persones residents, és el nucli habitat més septentrional del món.
- Eureka, a la península de Fosheim, a la costa oest. No té població permanent. Inclou un aeroport, una estació meteorològica i un laboratori de recerca polar.
- Grise Fiord o Aujuittuq (nom inuit), a la costa sud. Concentra la majoria de la població (163 habitants).